# أبيني (فلم)
أبيني هو فيلم دراما نيجيري بنيني صدر عام 2006 من إنتاج وإخراج توند كيلاني.

## طاقم التمثيل
هذه قائمةٌ بأبرز الممثلين والممثلات الذين شاركوا في تصوير الفيلم:
- كريم أديبوجو في دور بابا واندي
- عبد الحكيم أمزات في دور أكاني
- سولا اسيديكو في دور أبيني
- أمزت عبد الحكيم في دور أكاني
- جيدي كوسوكو
- بوكي رايت